# Дрессель, Генрих
Генрих Дрессель (нем. Heinrich Dressel; 16 июня 1845, Рим — 17 июля 1920, Тайзендорф) — немецкий археолог и нумизмат, специалист по эпиграфике, крупнейший знаток античной нумизматики, ученик Теодора Моммзена, автор ряда книг по латинским надписям. В 1880 году на Квиринале обнаружил «Надпись Дуэноса» — один из древнейших памятников латинской письменности.
С 1885 года Дрессель работал в берлинском Нумизматическом кабинете, в котором с 1898 года возглавлял Собрание антиков. Принимал участие в составлении Свода латинских надписей. В 1902 году был избран членом Берлинской академии наук. В 1900 и 1906 годах Дрессель приобрёл для Нумизматического кабинета крупные частные коллекции греческих монет: коллекцию Ф. Имхов-Блюмера (около 22 тысяч монет) и коллекцию А. Леббеке (около 28 тысяч монет).
На основе своих новаторских раскопок Генрих Дрессель разработал типологию классификации древних амфор.

## Работы
Наиболее значительными работами Дресселя по нумизматике являются:
- Das Tempelbild der Athene Polias auf den Münzen von Priene. — Berlin, 1905.
- Fünf Goldmedaillons aus dem Funde von Abukir. — Berlin, 1906.